# Mexiko na Letních olympijských hrách 1964
Mexiko se účastnilo Letní olympiády 1964 v japonském Tokiu. Zastupovalo ho 94 sportovců (90 mužů a 4 ženy) v 15 sportech.

## Medailisté
| Medaile | Jméno       | Sport | Soutěž                       |
| ------- | ----------- | ----- | ---------------------------- |
| Bronz   | Juan Fabila | Box   | Muži váha bantamová do 54 kg |